# Rudi Cerne
Pour les articles homonymes, voir Cerne.
Rudi Cerne, né le 26 septembre 1958 à Wanne-Eickel en Rhénanie-du-Nord-Westphalie, est un patineur artistique allemand, double champion d'Allemagne (1978 et 1980) et vice-champion d'Europe en 1984.

## Biographie

### Carrière sportive
Rudi Cerne est initié au patinage dès l'âge de six ans par son père, un ancien patineur sur glace qui a perdu une jambe pendant la Seconde Guerre mondiale. Il patine pour le club de Herne (Herner EV) et est entraîné par Günter Zöller. Ses rivaux nationaux principaux sont Norbert Schramm et Heiko Fischer.
Il était surtout connu pour son style élégant, qui imite celui du britannique John Curry. Il est double champion d'Allemagne en 1978 et 1980.
Il représente son pays à cinq championnats européens (1978 à Strasbourg, 1980 à Göteborg, 1982 à Lyon, 1983 à Dortmund et 1984 à Budapest où il conquiert la médaille d'argent derrière le soviétique Alexandre Fadeïev), cinq mondiaux (1978 à Ottawa, 1980 à Dortmund, 1982 à Copenhague, 1983 à Helsinki et 1984 à Ottawa) et deux Jeux olympiques d'hiver (1980 à Lake Placid et 1984 à Sarajevo).
Il arrête les compétitions sportives après les mondiaux de 1984.

### Reconversion
Rudi Cerne devient patineur professionnel et patin avec "Holiday on Ice". Il est également devenu entraîneur de patinage artistique.
Après avoir mis fin à sa carrière de patineur professionnel, Rudi Cerne devient journaliste de télévision, travaillant initialement pour la chaîne de télévision publique allemande ARD, en présentant des émissions sportives à partir de 1992 ; puis à partir de 1996 sur la deuxième chaîne publique allemande ZDF. Il présente également Aktenzeichen XY… ungelöst, une émission sur les crimes non résolus, depuis 2002.

### Famille
Rudi Cerne se marie en 1987 avec Christiane, avec qui il a une fille.

## Palmarès
| Compétition                         | 1972    | 1973    | 1974    | 1975    | 1976    | 1977    | 1978    | 1979    | 1980    | 1981    | 1982    | 1983    | 1984    |  |
| Jeux olympiques d'hiver             |         |         |         |         |         |         |         |         | 13e     |         |         |         | 4e      |  |
| Championnats du monde               |         |         |         |         |         |         | 14e     |         | 11e     |         | 15e     | 10e     | 5e      |  |
| Championnats d’Europe               |         |         |         |         |         |         | 7e      |         | F       |         | 4e      | 7e      | 2e      |  |
| Championnats d'Allemagne de l'Ouest | 4e      | 4e      | 5e      | 6e      | 4e      | 4e      | 1er     |         | 1er     | 2e      | 2e      | 3e      | 3e      |  |
|                                     |         |         |         |         |         |         |         |         |         |         |         |         |         |  |
| Autres Compétitions                 | 1971/72 | 1972/73 | 1973/74 | 1974/75 | 1975/76 | 1976/77 | 1977/78 | 1978/79 | 1979/80 | 1980/81 | 1981/82 | 1982/83 | 1983/84 |  |
| Skate America                       |         |         |         |         |         |         |         |         | 6e      |         | 4e      |         | 2e      |  |
| Skate Canada                        |         |         |         |         |         | 10e     |         | 7e      |         |         |         |         |         |  |
| Trophée NHK                         |         |         |         |         |         |         |         |         |         |         |         | 6e      |         |  |
| Légende : F = Forfait               |         |         |         |         |         |         |         |         |         |         |         |         |         |  |